# Marie-Cécile Gros-Gaudenier

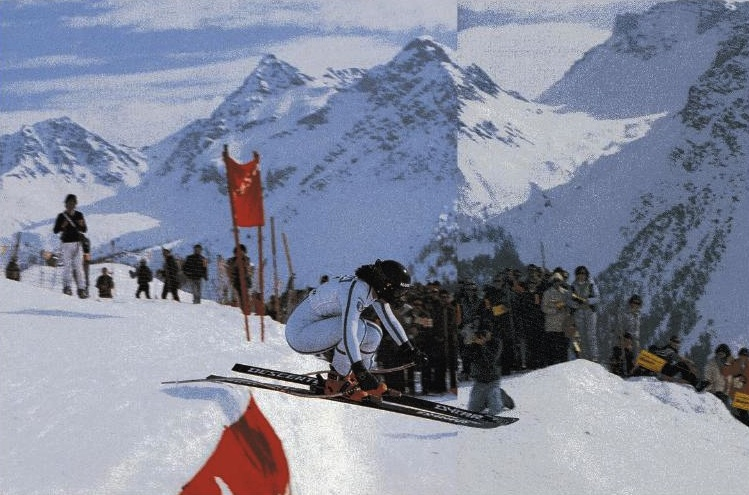
Autor:Andres Passwirth

Marie-Cécile Gros-Gaudenier nació el 18 de junio de 1960 en Scionzier (Francia), es una esquiadora retirada que ganó 1 Copa del Mundo en disciplina de Descenso y 1 victoria en la Copa del Mundo de Esquí Alpino (con un total de 3 podiums).

## Resultados

### Campeonatos Mundiales
- 1982 en Schladming, Austria
  - Descenso: 11.ª
- 1985 en Bormio, Italia
  - Descenso: 14.ª

### Copa del Mundo

#### Clasificación general Copa del Mundo
- 1978-1979: 43.ª
- 1979-1980: 64.ª
- 1980-1981: 37.ª
- 1981-1982: 15.ª
- 1983-1984: 67.ª
- 1984-1985: 66.ª

#### Clasificación por disciplinas (Top-10)
- 1981-1982:
  - Descenso: 1.ª

#### Victorias en la Copa del Mundo (1)

##### Descenso (1)
| Fecha                   | Lugar       |
| ----------------------- | ----------- |
| 18 de diciembre de 1981 | Hinterglemm |